# Serguéi Kutúzov
Serguéi Kutúzov –en ruso, Сергей Кутузов– (9 de abril de 1999) es un deportista ruso que compite en lucha grecorromana. Ganó una medalla de plata en el Campeonato Mundial de Lucha de 2021, en la categoría de 72 kg.

## Palmarés internacional
| Campeonato Mundial | Campeonato Mundial | Campeonato Mundial | Campeonato Mundial |
| Año                | Lugar              | Medalla            | Categoría          |
| ------------------ | ------------------ | ------------------ | ------------------ |
| 2021               | Oslo (Noruega)     | Medalla de plata   | 72 kg              |